# Moneilema longipes
Moneilema longipes là một loài bọ cánh cứng trong họ Cerambycidae.